# Nebrioporus canaliculatus
Nebrioporus canaliculatus é uma espécie de insetos coleópteros pertencente à família Dytiscidae.
A autoridade científica da espécie é Lacordaire, tendo sido descrita no ano de 1835.
Trata-se de uma espécie presente no território português.